# Захисний газ
Захисни́й газ — в зварюванні газ, який захищає зону зварювання від проникнення шкідливих речовин з зовнішнього середовища, а в деяких випадках дозволяє виводити шкідливі речовини із зварювальної ванни.
Гази для зварювання діляться на дві групи:
- хімічно інертні;
- хімічно активні.

Перші гази не взаємодіють з нагрітим і розплавленим металом і практично не розчиняються в них. Хімічно активні або розчиняються в рідкому металі, або вступають у реакцію з повітрям і нейтралізують його згубний вплив.
Для захисту зону горіння дуги і розплавленого металу використовують:
- інертні гази (аргон, гелій);
- активні (вуглекислий газ, азот, водень);
- суміші інертних та активних газів.